# Auchy-les-Mines
Auchy-les-Mines és un municipi francès situat al departament del Pas de Calais i a la regió dels Alts de França. L'any 2007 tenia 4.444 habitants.

## Demografia

### Població
El 2007 la població de fet d'Auchy-les-Mines era de 4.444 persones. Hi havia 1.636 famílies de les quals 404 eren unipersonals (120 homes vivint sols i 284 dones vivint soles), 439 parelles sense fills, 635 parelles amb fills i 158 famílies monoparentals amb fills.
La població ha evolucionat segons el següent gràfic:
Habitants censats

### Habitatges
El 2007 hi havia 1.733 habitatges, 1.680 eren l'habitatge principal de la família, 2 eren segones residències i 51 estaven desocupats. 1.623 eren cases i 108 eren apartaments. Dels 1.680 habitatges principals, 970 estaven ocupats pels seus propietaris, 582 estaven llogats i ocupats pels llogaters i 128 estaven cedits a títol gratuït; 2 tenien una cambra, 60 en tenien dues, 191 en tenien tres, 554 en tenien quatre i 873 en tenien cinc o més. 1.253 habitatges disposaven pel capbaix d'una plaça de pàrquing. A 797 habitatges hi havia un automòbil i a 520 n'hi havia dos o més.

### Piràmide de població
La piràmide de població per edats i sexe el 2009 era:
| Homes | Edats   | Dones |
| ----- | ------- | ----- |
| 0     | 95 o +  | 0     |
| 0     | 90 a 94 | 12    |
| 8     | 85 a 89 | 32    |
| 16    | 80 a 84 | 32    |
| 60    | 75 a 79 | 88    |
| 56    | 70 a 74 | 84    |
| 88    | 65 a 69 | 96    |
| 84    | 60 a 64 | 108   |
| 68    | 55 a 59 | 64    |
| 124   | 50 a 54 | 120   |
| 136   | 45 a 49 | 112   |
| 156   | 40 a 44 | 160   |
| 192   | 35 a 39 | 176   |
| 180   | 30 a 34 | 212   |
| 148   | 25 a 29 | 136   |
| 124   | 20 a 24 | 152   |
| 248   | 15 a 19 | 180   |
| 240   | 10 a 14 | 140   |
| 200   | 5 a 9   | 172   |
| 128   | 0 a 4   | 120   |

## Economia
El 2007 la població en edat de treballar era de 2.855 persones, 1.912 eren actives i 943 eren inactives. De les 1.912 persones actives 1.548 estaven ocupades (928 homes i 620 dones) i 365 estaven aturades (168 homes i 197 dones). De les 943 persones inactives 208 estaven jubilades, 313 estaven estudiant i 422 estaven classificades com a «altres inactius».

### Ingressos
El 2009 a Auchy-les-Mines hi havia 1.706 unitats fiscals que integraven 4.551,5 persones, la mediana anual d'ingressos fiscals per persona era de 14.559 €.

### Activitats econòmiques
Dels 158 establiments que hi havia el 2007, 7 eren d'empreses alimentàries, 1 d'una empresa de fabricació de material elèctric, 6 d'empreses de fabricació d'altres productes industrials, 15 d'empreses de construcció, 49 d'empreses de comerç i reparació d'automòbils, 4 d'empreses de transport, 12 d'empreses d'hostatgeria i restauració, 1 d'una empresa d'informació i comunicació, 1 d'una empresa financera, 7 d'empreses immobiliàries, 15 d'empreses de serveis, 21 d'entitats de l'administració pública i 19 d'empreses classificades com a «altres activitats de serveis».
Dels 35 establiments de servei als particulars que hi havia el 2009, 1 era una oficina de correu, 1 una oficina bancària, 1 funerària, 3 tallers de reparació d'automòbils i de material agrícola, 1 taller d'inspecció tècnica de vehicles, 1 autoescola, 1 paleta, 2 guixaires pintors, 4 lampisteries, 2 electricistes, 1 empresa de construcció, 7 perruqueries, 6 restaurants, 1 tintoreria i 3 salons de bellesa.
Dels 24 establiments comercials que hi havia el 2009, 1 era, 2 supermercats, 4 botiges de menys de 120 m², 3 fleques, 3 carnisseries, 2 llibreries, 3 botigues de roba, 1 una botiga de roba, 1 una botiga d'equipament de la llar, 1 una perfumeria i 3 floristeries.
L'any 2000 a Auchy-les-Mines hi havia 14 explotacions agrícoles.

## Equipaments sanitaris i escolars
El 2009 hi havia 1 centre de salut i 3 farmàcies.
El 2009 hi havia 2 escoles maternals i 2 escoles elementals. Auchy-les-Mines disposava d'un col·legi d'educació secundària amb 541 alumnes.

## Poblacions més properes
El següent diagrama mostra les poblacions més properes.